# تپه ساری بلاغ باشی
تپه ساری بلاغ باشی مربوط به سده‌های اولیه دوران‌های تاریخی پس از اسلام است و در شهرستان گرمی، بخش مرکزی، دهستان آنی، روستای اینی سفلی واقع شده و این اثر در تاریخ ۳۰ بهمن ۱۳۸۶ با شمارهٔ ثبت ۲۱۰۶۶ به‌عنوان یکی از آثار ملی ایران به ثبت رسیده است.